# David Fromkin
David Fromkin (* 27. August 1932 in Milwaukee, Wisconsin; † 11. Juni 2017 in New York City, New York) war ein US-amerikanischer Jurist, Historiker und Autor.

## Leben
Fromkin machte seinen Universitätsabschluss an der zur University of Chicago gehörenden University of Chicago Law School und arbeitete danach als Rechtsanwalt. Während der Vorwahlen der Demokratischen Partei bei den Präsidentschaftswahlen des Jahres 1972 war er der außenpolitische Berater des Kandidaten Hubert H. Humphrey. Als Anwalt diente er dem höchsten US-amerikanischen Militärgericht sowohl als Berater der Anklage als auch als Berater der Verteidigung. Er war Partner in der Anwaltskanzlei Simpson Thacher & Bartlett.
Fromkin war Professor für Geschichte, Internationale Beziehungen und Recht an der Boston University und Mitglied des Council on Foreign Relations.

## Veröffentlichungen
- The Question of Government: An Inquiry into the Breakdown of Modern Political Systems. Scribner, New York City 1975, ISBN 0-684-13845-X.
- The Independence of Nations. Praeger, New York City 1981, ISBN 0-03-059777-3.
- A Peace to End All Peace. Creating the Modern Middle East 1914–1922. Penguin, London 1989, ISBN 0-14-015445-0.
  - A Peace to End All Peace. The Fall of the Ottoman Empire and the Creation of the Modern Middle East. 20th Anniversary Edition. Henry Holt and Co., New York City 2009, ISBN 978-0-8050-8809-0.[2]
- In the Time of the Americans: FDR, Truman, Eisenhower, Marshall, MacArthur. The Generation That Changed America’s Role in the World. A. A. Knopf, New York City 1995, ISBN 0-394-58901-7.
- The Way of The world. From the Dawn of Civilization to the Eve of the Twenty-First Century. A. A. Knopf, New York City 1998.
- Kosovo Crossing; American Ideals Meet Reality on the Balkan. Free Press, New York City 1999, ISBN 0-684-86889-X.
- Europes Last Summer: Who Started the Great War in 1914? A. A. Knopf, New York City 2004, ISBN 0-375-41156-9.
  - deutsch: Europas letzter Sommer: Die scheinbar friedlichen Wochen vor dem Ersten Weltkrieg. Blessing, München 2005, ISBN 3-89667-183-9.
- The King and the Cowboy: Theodore Roosevelt and Edward the Seventh, Secret Partners. Penguin Press, New York City 2007, ISBN 978-1-59420-187-5.

Sonstige Veröffentlichungen:
- Lyndon Johnson and Foreign Policy. What the New Documents Show. In: Foreign Affairs 01/02 1995.
- Britain, France, and the Diplomatic Agreements in: Reeva Spector Simon/Eleanor H. Tejirian: The Creation of Iraq, 1914 – 1921, Columbia University Press, New York City, USA 2004, S. 134–145.